# Грэйтбатч, Уилсон
Уилсон Грэйтбатч (6 сентября 1919 — 27 сентября 2011) — американский инженер и изобретатель. Получил более 350 патентов. Член Национального зала славы изобретателей. Лауреат Премии Лемельсона.
Грэйтбатч родился в Буффало и учился в общественной школе West Seneca. После поступил на военную службу и участвовал во Второй мировой войне, был радистом. Вышел в отставку в 1945 году. Продолжил обучение в Корнеллском университете, получил степень бакалавра электротехники в 1950 году. Получил степень магистра в университете Буффало в 1957 году.
Кардиостимулятор Чардака-Грэйтбатча использовал в качестве источника энергии ртутно-цинковые элементы. Генератор, работавший от этого источника, формировал импульсы, затем посылаемые с помощью электродов в миокард сердца пациента. Эта запатентованная инновация привела к началу производства и дальнейшему развитию кардиостимуляторов.
Уилсон Грэйтбатч умер 27 сентября 2011 года в возрасте 92 лет.